# Куйбышев, Николай Владимирович

Начдив Н. В. Куйбышев (крайний справа) среди красных командиров. Батум, 1921

Никола́й Влади́мирович Ку́йбышев (родился 13 [25] декабря 1893 года, Кокчетав, Акмолинская область, Степное генерал-губернаторство, Российская империя — казнён 1 августа 1938 года, «Коммунарка», Московская область, РСФСР, СССР) — советский военачальник, брат члена Политбюро ЦК ВКП(б) В. В. Куйбышева, комкор (1936).

## Биография
Родился в Кокчетаве 13 декабря (25 декабря по новому стилю) 1893 года в семье офицера. По национальности русский.
В 1912 году окончил Омский кадетский корпус. В 1914 году окончил Александровское военное училище на одном курсе с М. Н. Тухачевским — в звании подпоручика досрочно выпущен из училища.
Участвовал в Первой мировой войне в составе 10-го гренадерского Малороссийского полка: командир роты и батальона, с октября 1917 — адъютант полка, капитан, трижды ранен. Награждён четырьмя боевыми орденами. В декабре 1917 года убыл в отпуск и в полк не вернулся.
Приехав в Новохопёрск, в январе 1918 года вступил в РКП(б).
В РККА с июня 1918 года. С июля по декабрь 1918 года — член Высшей военной инспекции, выполнял задания по формированию новых воинских частей в Тамбовской и Самарской губерниях. С января по сентябрь 1919 года — военный комиссар 3-й стрелковой дивизии, а с августа также исполнял должность командира этой дивизии. Затем в сентябре — декабре 1919 года — командир 3-й бригады 9-й стрелковой дивизии. Отличился при отражении наступления армий А. И. Деникина на Москву и в ходе контрнаступления Южного фронта — при занятии Орла и Курска.
С января 1920 года по июнь 1921 года — начальник 9-й стрелковой дивизии на Южном фронте. На этом посту отличился в боях против войск А. И. Деникина, П. В. Врангеля, С. Г. Улагая, бандформирований на Северном Кавказе и на Кубани. В начале 1921 года участвовал в советско-грузинской войне.
В июне — октябре 1921 года командовал 2-м Кавказским корпусом. В ноябре 1921 — марте 1922 года — слушатель Высших академических курсов при Военной академии РККА. В 1922—1923 годах — комендант Кронштадтской крепости. С мая 1923 года по ноябрь 1924 года — начальник Высшей стрелковой школы «Выстрел». С ноября 1924 года — помощник командующего Туркестанским фронтом. С октября 1925 года — руководитель группы советских военных советников и специалистов в Китае. С июля 1926 года — командир и военный комиссар 3-го стрелкового корпуса. С декабря 1926 года — начальник Командного управления РККА. С января по ноябрь 1928 года помощник командующего войсками Московского военного округа. С ноября 1928 года по ноябрь 1929 года — командующий войсками Сибирского военного округа.
С декабря 1929 года — начальник Главного управления РККА. С октября 1930 года — секретарь распорядительных заседаний Совета Труда и Обороны СССР, член коллегии Наркомата Рабоче-крестьянской инспекции СССР и руководитель военно-морской инспекции. 
26 января—10 февраля 1934 года делегат XVII съезда ВКП(б) с совещательным голосом.
В феврале 1934 года избран членом Комиссии партийного контроля при ЦК ВКП(б). С февраля 1934 года по март 1935 года — руководитель группы КПК по военно-морским делам. С апреля 1935 года — член Бюро Комиссии партийного контроля при ЦК ВКП(б).
С июня 1937 года по январь 1938 года — командующий войсками Закавказского военного округа. На это время пришёлся пик массовых политических репрессий в РККА, в результате которых командно-начальствующий состав округа был обескровлен: вместо арестованных практически на всех должностях находились недавно назначенные неподготовленные люди, тремя дивизиями в округе командовали капитаны и одной — майор.
В 1937 году избран депутатом Верховного Совета СССР 1-го созыва.
2 февраля 1938 года арестован на основании показаний М. Н. Тухачевского, В. М. Примакова и Б. М. Фельдмана. Признал себя виновным в участии в антисоветском троцкистском военно-фашистском заговоре, а также в том, что он являлся шпионом немецкой, польской, японской и литовской разведок. Военной коллегией Верховного суда СССР 1 августа 1938 года приговорён к смертной казни. Расстрелян в этот же день, похоронен на полигоне Коммунарка. 19 мая 1956 года был реабилитирован.

## Семья
Первая жена — Евгения Николаевна Мигалёва-Гостемилова (19.12.1894 — после 1953), проживала в г. Москва, Большой Афанасьевский переулок, д. № 43.
Вторая жена — Антонина Ильинична Замшева-Куйбышева (род. 1912), домохозяйка. Арестована 27 июля 1937 года и расстреляна 20 июня 1938 года по обвинению в шпионаже. Реабилитирована постановлением Военной коллегии 15 сентября 1956 года.
Сын (от первого брака) — Александр Николаевич Куйбышев. 20 мая 1938 г. был арестован; в то время он учился на 2-м курсе Военно-транспортной академии в Ленинграде. В дальнейшем, по жалобе Евгении Мигалёвой-Гостемиловой в Верховный суд, его дело было пересмотрено и он был посмертно реабилитирован.

## Память
В 1935 году село Голодаевка в Азово-Черноморском крае (ныне Ростовская область) получило название Куйбышево, в честь «освобождения от белых» Голодаевки частями Красной Армии под командованием Николая Куйбышева в 1919 году.

## Награды
- Три ордена Красного Знамени (20.10.1920, 5.02.1921, 17.09.1922)[7]
- Орден Красного Знамени Азербайджанской ССР (28.06.1921)[8]
- Орден Красного Знамени Грузинской ССР (1923) [9]
- Орден Св. Анны 4-й ст. с надписью «За храбрость» (ВП от 28.10.1915 г.)
- Орден Св. Станислава 3-й ст. с мечами и бантом (ВП от 08.07.1916 г.)
- Орден Св. Анны 3-й ст. с мечами и бантом (ВП от 14.02.1917 г.)
- Орден Св. Станислава 2-й ст. с мечами (ПАФ от 20.04.1917 г.)